# Kittelschürze

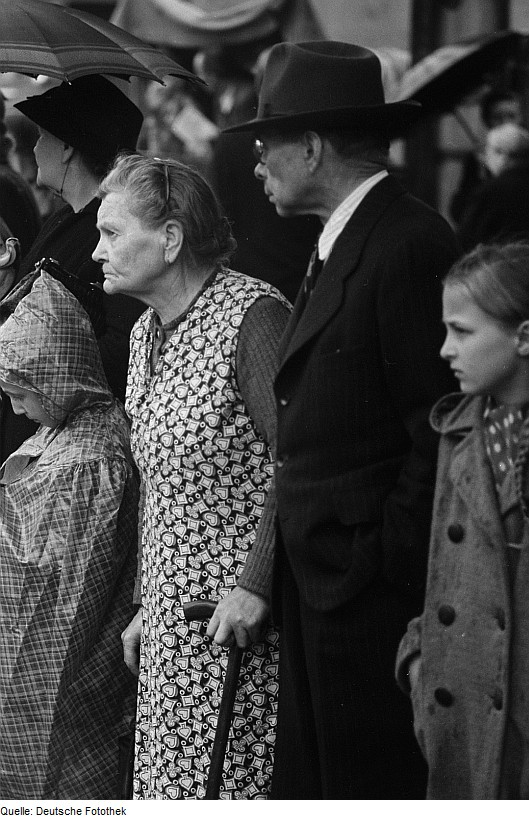
Frau mit Kittelschürze

Eine Kittelschürze ist eine Schürze in der Form eines ärmellosen, vorn geknüpften Kittels, der von Frauen getragen wird. Die Kittelschürze wird auch Schürzenkleid, Haushaltskittel oder Kleiderschürze und in der ehemaligen DDR als Dederon-Schürze bezeichnet.
Im Gegensatz zu den Kittelschürzen haben Kittel in der Regel lange Ärmel. Weiße Kittel werden häufig bei „gehobenen“ Tätigkeiten zum Beispiel von Ärzten oder Apothekern als Berufskleidung getragen. Sie werden daher auch als Berufs-, Laborkittel oder Labormantel bezeichnet.

## Geschichte der Kittelschürze
Die amerikanische Food Administration propagierte im Ersten Weltkrieg unter ihrem ersten Chef Herbert Hoover die Kittelschürze als eine Art Uniform. Nach dem Krieg wurden diese „Hooverettes“ populär. Die Kittelschürze versprach den Frauen Professionalität, Hygiene und Modernität. Nach dem Zweiten Weltkrieg kam die Kittelschürze richtig in Mode und wurde nicht nur von der modeinteressierten Mittelschicht bei der Hausarbeit getragen, sondern auch bei der Gartenarbeit, bei der Feldarbeit oder im Tierstall und in der DDR von den Arbeiterinnen in den volkseigenen Betrieben.
Die Kittelschürze war jahrzehntelang ein Stück atlantischer Wertegemeinschaft. Amerikanerinnen trugen sie ebenso wie Deutsche, Spanierinnen, Italienerinnen und Engländerinnen.
Eingeteilt wurde nach Anlass:

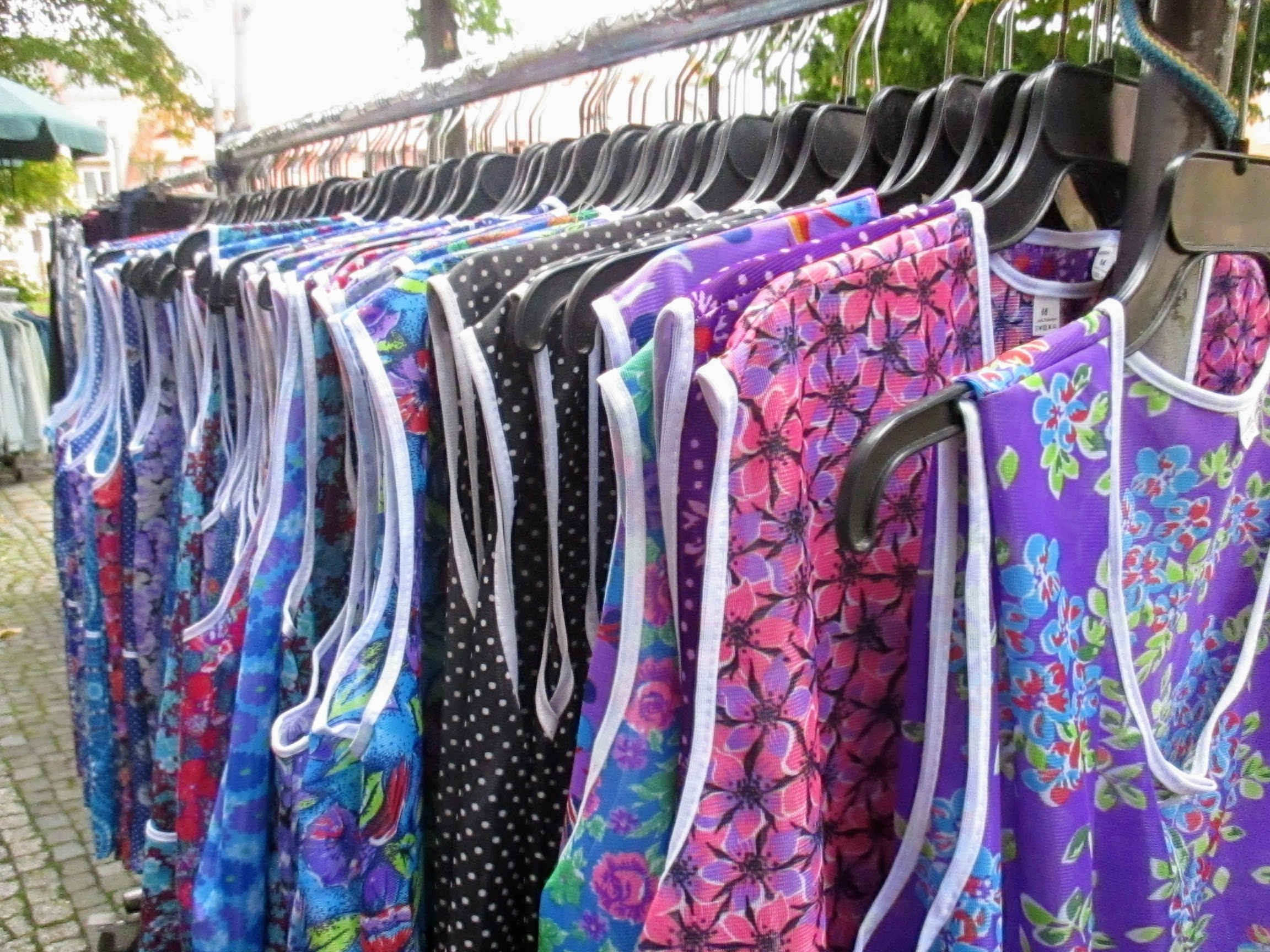
Dederon-Schürzen mit in der DDR üblichen Schnitt und Druckmotiven

- Alltag – hier dominieren florale Dekore bis hin zu Streublumen bei Kittelschürzen, selten Streifen oder abstrakte mehrfarbige geometrische Dekore.
- In Service- und Verkauf (z. B. in der DDR bei Konsum und HO) – einheitliche unifarben oder weiße Kittelschürzen meist mit farbig konstatierender Einfassungen bzw. Borden, selten mit Nadelstreifendekor.
- An Feier- und Festtagen (bei Tätigkeiten in Küche und Haushalt) – unifarbe oder weiße Kittelschürze meist mit farbig konstatierender Einfassungen bzw. Borden.
- In Trauer – unifarbene schwarze Kittelschürze, evtl. mit Borden oder Dekor von weißen Streublumen.

Durch die Frauenbewegung büßte die Hausfrau als Rollenmodell drastisch an Ansehen ein. Die Kittelschürze symbolisierte diese Rolle und verlor daher an Akzeptanz. Die Verkaufszahlen bewegen sich seit der Jahrtausendwende nur noch auf einem sehr niedrigen Niveau.

## Mode
Nach dem Zweiten Weltkrieg übernahm die Kittelschürze zunehmend eine modische Funktion, wurde sie doch teilweise anstelle eines Kleides getragen und hatte als erotisches Requisit insbesondere bei italienischen Filmen eine bedeutende Rolle.
Die modische Vielfalt der Kittelschürzen zeigte sich in Variationen bei den Taschen, es wurden Modelle mit Kragen oder Ausschnitt oder mit und ohne Gürtel angeboten. Zu verschließen ist die Kittelschürze mit Knopfleiste, in der Regel vorn, teilweise hinten. Es gibt Modelle mit Bändern zum seitlichen Zubinden, zum Wickeln sowie manchmal mit Reißverschluss, Modelle mit Rüschen oder Biesen.
Kittelschürzen gab es in vielen unterschiedlichen Mustern, häufig klein- und großblumig, gepunktet, in kleinen und großen Abstraktionen aber auch geometrisch, gestreift oder uni. Das Farbspektrum war sehr groß, mehr oder weniger bunt oder für die Älteren in dunklen Blau- oder Grautönen bis schwarz, violett, dunkelgrün oder mit Rotnuancen.

## Materialien
Ursprünglich war die Kittelschürze aus Baumwolle oder Leinen hergestellt. Nachdem jedoch Polyamid (Nylon in den USA, Perlon in der BRD und Dederon in der DDR) in den 1950er und 60er Jahren seinen Siegeszug in der Bekleidungsindustrie angetreten hatte, war dies das präferierte Material für Kittelschürzen. Polyamid konnte kostengünstig hergestellt werden, war fleckenunempfindlich, ließ sich schnell waschen, trocknete schnell und musste nicht gebügelt werden. Inzwischen dominieren Mischgewebe aus Baumwolle und Polyester.